# Svartkärret
Svartkärret este o arie protejată (arie specială de conservare — SAC, sit de importanță comunitară — SCI) din Suedia întinsă pe o suprafață de 8,4 ha, integral pe uscat.

## Localizare
Centrul sitului Svartkärret este situat la coordonatele 59°51′47″N 18°30′32″E / 59.8631°N 18.509°E.

## Înființare
Situl Svartkärret a fost declarat sit de importanță comunitară în iunie 2001 pentru a proteja 3 specii de plante. Situl a fost protejat și ca arie specială de conservare în martie 2011.

## Biodiversitate
Situată în ecoregiunea boreală, aria protejată conține 3 habitate naturale: Taiga vestică, Păduri caducifoliate de mlaștină fino-scandinave, Păduri fino-scandinave bogate în ierburi cu Picea abies.
La baza desemnării sitului se află mai multe specii protejate de  plante (3): Buxbaumia viridis, mușchi (Dicranum viride), Herzogiella turfacea.